# Резолюция 133 на Съвета за сигурност на ООН
Резолюция 133 на Съвета за сигурност на ООН е приета на 26 януари 1960 г. по повод кандидатурата на Камерун за членство в ООН. С Резолюция 133 Съветът за сигурност препоръчва на Общото събрание на ООН Камерун да бъде приет за член на Организацията на обединените нации.